# 인간 안전
인간 안전은 군사력 위주의 전통적인 국가 안보 개념에서 벗어나 인간의 생명과 존엄을 중시하는 안보의 새로운 패러다임이다. 유엔 개발 계획의 1994년 인간 개발 보고서에서 처음 제시되었으며, '공포로부터의 자유'와 '결핍으로부터의 자유'를 초점으로 삼고 있다.

## 인간 안전의 8가지 측면
인간 안전은 아래 8가지 요소를 갖고 있다.
- 경제적 안전: 경제적 안보 측면에서는 개인에게 기본적인 소득이 보장되어야 한다. 개발도상국에서는 빈곤 문제가 심각한 한편 선진국에서는 취업난과 비정규직 문제로 인해 경제적 안보가 위협받고 있다고 할 수 있다.
- 식량 안전: 식량 안보 측면에서는 모든 사람이 언제나 기본적인 식량을 물리적으로, 그리고 경제적으로 확보할 수 있어야 한다. 식량 수급 자체는 식량 안보의 필요조건이지만 충분조건은 아니다. 전 세계적인 식량 수급은 큰 문제가 아니지만 식량의 분배나 구매력의 부족으로 인해 모든 사람이 기본적인 식량을 확보하지는 못하는 문제가 발생한다.
- 보건 안전: 보건 안보는 질병이나 건강하지 못한 생활에 대해 최소한의 보호를 보장하는 것을 목적으로 한다. 일반적으로 선진국과 개발도상국 사이에 의료 환경과 건강보험 등에 대한 격차가 심각하다. 일반적으로 가난한 사람이 부유한 사람에 비해 보건 안보에 대한 위협이 지대하다.
- 환경 안전: 환경 안보는 자연 환경의 파괴나 고갈로부터 인간을 보호하는 것을 목적으로 한다. 개발도상국에서는 깨끗한 식수 확보의 어려움이 , 선진국에서는 대기 오염과 지구 온난화가 환경 안보의 문제로 등장하고 있다.
- 개인적 안전: 개인적 안보는 사람들을 물리적 폭력에서 보호하는 데 그 목적이 있다. 국가로부터의 폭력(고문), 외국으로부터의 폭력(전쟁)은 물론 범죄와 아동학대 역시 개인적 안보의 위협 요소에 포함된다.
- 공동체 안전
- 정치적 안전: 사회에 속한 인간이 기본적인 인권을 존중받는지와 관련되어 있다.
- 사이버 안전: 사이버 공간안에서 개인의 표현자유가 보장되는 것과 동시에 개인 정보 보호, 불법 유해 정보 차단, 저작권 보호 등의 안보적 프레임 안에 다양한 방식으로 논의 된다.

## 인간 안전의 특징
1994년 인간 개발 보고서에서는 인간 안전의 특징을 다음과 같이 설명하고 있다.
- 보편성: 인간 안전은 전 세계 어느 나라 사람에게나 보편적인 문제이다.
- 상호 의존성: 인간 안전은 전 세계적으로 상호 의존적이며 인간 안전의 위협 요소는 국경 안에 국한된 것이 아니며 전 세계적인 문제이다.
- 예방: 인간 안전은 사후적 대처보다 사전적 예방이 더욱 효과적이다.
- 인간 중심성: 인간 안전은 인간 중심적이다.

## 같이 보기
- 환경 인종차별
- 식량 안전 보장
- 정부
- 인권
- 인신매매
- 인도주의적 위기
- 인도주의적 개입
- 국제 관계
- 국가안전보장
- 비정부 기구
- 성노예
- 사회 보장
- 국제안보

## 참고 문헌
1. 1 2 3  “Human Development Report 1994” (PDF). United Nations Development Programme. 1994.